# Andrea Zinsli
Andrea Zinsli (Coira, 18 novembre 1972) è un ex sciatore alpino svizzero.

## Biografia
Zinsli, pur prendendo parte anche a slalom giganti, si dedicò principalmente allo slalom speciale, ottenendo in tale specialità quasi tutti i suoi risultati di rilievo a partire dalla medaglia di bronzo vinta ai Mondiali juniores di Geilo/Hemsedal 1991, suo debuttò in campo internazionale, e dal primo piazzamento in Coppa del Mondo, il 14 dicembre 1993 a Sestriere (14º). Ai XVII Giochi olimpici invernali di Lillehammer 1994, sua unica presenza olimpica, si classificò all'11º posto; nello stesso anno, il 4 dicembre, ottenne a Tignes il miglior piazzamento in Coppa del Mondo (6º). Prese parte a due rassegne iridate, Sierra Nevada 1996 e Sestriere 1997, piazzandosi rispettivamente al 4º e al 21º posto; prese per l'ultima volta il via in Coppa del Mondo il 18 febbraio 2001 a Shigakōgen, senza completare la prova, e si ritirò al termine di quella stessa stagione 2000-2001: la sua ultima gara fu uno slalom speciale FIS disputato l'8 aprile a Lenzerheide.

## Palmarès

### Mondiali juniores
- 1 medaglia:
  - 1 bronzo (slalom speciale a Geilo/Hemsedal 1991)

### Coppa del Mondo
- Miglior piazzamento in classifica generale: 51º nel 1997

### Coppa Europa
- 1 podio (dati dalla stagione 1994-1995):
  - 1 terzo posto

### Nor-Am Cup
- 2 podi (dati dalla stagione 1994-1995):
  - 2 terzi posti

### Campionati svizzeri
- 3 medaglie (dati parziali fino alla stagione 1994-1995):
  - 3 ori (slalom speciale[senza fonte] nel 1994; slalom speciale nel 1995; slalom speciale nel 1997)